# Pedro Coll Font
Pedro Coll Font (Carúpano, estado Sucre, Venezuela, 1841-1917) fue un fotógrafo y experto en aeronáutica venezolano. Fue hijo de Pedro Coll Sánchez y María Josefa Font.  Recibió el título de agrimensor el 12 de julio de 1862, después de cursar el primer bienio en la Academia de Matemáticas.

## Vida
Obtuvo un taller en la esquina del mercado, (El Vigilante, 13 de octubre de 1862, citado en Brett Martínez, pp. 136–137). En 1873 se casó con Catalina de Alcalá. Durante las celebraciones del centenario del nacimiento de Simón Bolívar en Caracas en 1883, el fotógrafo quiso hacer una demostración de una máquina voladora diseñada por él. Se trataba de un planeador sin motor que recibió patente del Gobierno venezolano el 17 de octubre de ese año por Nicanor Borges, encargado de la presidencia de la República de ese momento. Pero dicha demostración no se llevó a cabo por fallas mecánicas en el aparato. Ese mismo año decidió publicar un manual sobre la navegación área.

## Obras
Fue fotógrafo en Puerto Cabello, en donde ofrecía retratos en papel y vidrio, tarjetas de visita, retratos para medallones o broches, así como también de vistas de edificios, monumentos, paisajes y retratos de cadáveres a sus cientes. Para realizar las fotografías, Coll le decía a sus clientes mujeres que usaran vestidos y adornos oscuros, ya que el maquillaje que usaban en ese entonces producía en las fotos un efecto contrario. Realizó estudios de aeronáutica, inventando una máquina voladora cuyo movimiento estaba determinado únicamente por la gravedad, sin que fuera necesaria la acción de un motor. En 1893 escribió a Le Monde Illustré reclamando los derechos por la invención de la navegación aérea que se adjudicaba a Otto Lilienthal. En 1914 fue reivindicado como precursor de la aviación a través de una serie de artículos publicados en el periódico El Universal de Caracas.